# Paul Seelig
Paul Johan Seelig (Dortmund, 23 februari 1876 - jappenkamp Mater Dolorosa bij Meester Cornelis, 13 juni 1945) was een componist, dirigent en pianist, die het grootste deel van zijn leven in Nederlands-Indië leefde. Zijn Duitse vader werkte in Breda en zijn Duitse moeder was op weg naar hem en beviel in het treinstation van Dortmund. De geboorteaangifte was bij de burgerlijke stand te Breda.
Seelig genoot zijn muzikale opleiding in Duitsland waar hij onder andere piano en cello leerde spelen. In 1898 was hij tweede dirigent van het Stadttheater in Essen. Hij trad onder andere op in Japan, Palestina, Turkije, Roemenië, Hongarije en Nederland.
In 1900 vestigde hij zich in Surakarta in Nederlands-Indië waar hij het hoforkest van de Soesoehoenan leidde. Ook maakt hij zich de oosterse muziek meester. Hij nam, na diens dood, de uitgeverij en muziek- en instrumentenhandel van zijn vader in Bandung over. In 1911 werkte hij als orkestdirecteur bij het koninklijk orkest in Bangkok (Siam).
Seelig componeerde met een wisselwerking tussen oosterse en westerse muziek. Zijn werk werd onder andere uitgevoerd door Renate Arends, Henk Mak van Dijk, Käthe Haasse (de moeder van Hella Haasse) en hij werkte ook met operazangeres Éva Gauthier.
Seelig zat tijdens de Tweede Wereldoorlog in een Jappenkamp.